# Papa Malick Diop (cestista)
Papa Malick Diop (Dakar, 25 ottobre 1944 – Dakar, 24 giugno 2013) è stato un cestista senegalese.

## Carriera
Con il Senegal ha disputato due edizioni dei Giochi olimpici: Città del Messico 1968 e Monaco 1972.